# Капелен
Капелен (на нидерландски: Kapellen) е селище в Северна Белгия, провинция Антверпен. Разположено е на границата с Нидерландия, на 10 km северно от центъра на град Антверпен. Населението му е около 25 900 души (2006).

## Известни личности
Родени в Капелен
- Томас Вермален (р. 1985), футболист